# Olpium indicum
Olpium indicum är en spindeldjursart som beskrevs av Beier 1967. Olpium indicum ingår i släktet Olpium och familjen Olpiidae. Inga underarter finns listade i Catalogue of Life.